# Madama Ciana
Madama Ciana és una òpera en tres actes composta per Gaetano Latilla sobre un llibret italià de Giovanni Gualtiero Barlocci. S'estrenà al Teatro Pallacorda de Roma el febrer de 1738.
Es representa el 1751 al Teatre de la Santa Creu de Barcelona.